# Лешня (Минская область)
Лешня (бел. Ле́шня) — деревня в Копыльском районе Минской области Беларуси, в составе Блевчицкого сельсовета. Население 347 человек (2009).

## География
Лешня находится в 6 км к югу от агрогородка Тимковичи и в 17 км к юго-западу от райцентра, города Копыль. Деревня связана местными дорогами с Тимковичами и окрестными деревнями. Ближайшая ж/д станция находится в Тимковичах (линия Барановичи — Слуцк).

### Гидрография
Близ западной окраины деревни протекает река Мажа, приток Морочи.

## История
В начале XIX века имение принадлежало Радзивиллам, в 1807 году князь Михаил Радзивилл выстроил здесь деревянную греко-католическую церковь св. Георгия. В 30-х годах XIX века после подавления восстания 1830 года церковь была передана православным. В середине XIX века Лешнёй владели уже Войниловичи, в 1850 году Ксаверий Войнилович отремонтировал Георгиевскую церковь, под неё был подведён каменный фундамент.
В начале XX века обветшавшая церковь 1807 года была разобрана, а на её месте выстроено современное здание Свято-Георгиевской церкви.
По Рижскому мирному договору (1921 года) Лешня попала в состав БССР, в 1937 году была закрыта церковь. Во время Великой Отечественной войны с июня 1941 по июль 1944 года деревня находилась под немецкой оккупацией.

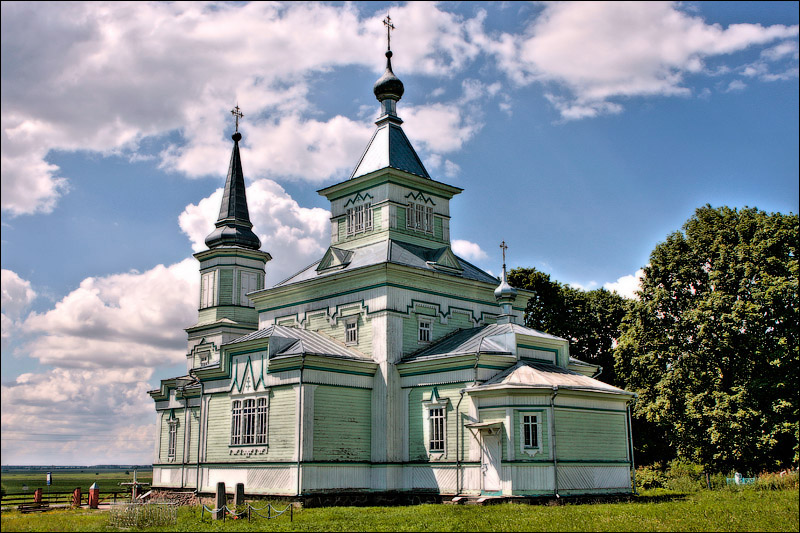
Церковь Святого Георгия

В конце 1990-х годов Георгиевская церковь была возвращена верующим и отреставрирована.

## Население

### Численность
- 2009 год — 347 жителей

### Динамика
- 2009 год — 347 жителей (перепись населения)

## Достопримечательности
- Деревянная православная церковь Святого Георгия. Включена в Государственный список историко-культурных ценностей Республики Беларусь[2].  Историко-культурная ценность Республики Беларусь, шифр 613Г000171

## Известные лица
- Чигир Василий Фёдорович (род. 1924) —  белорусский юрист, доктор юридических наук (1971), профессор (1973), Заслуженный юрист Республики Беларусь (1971).